# سيليكا النبات

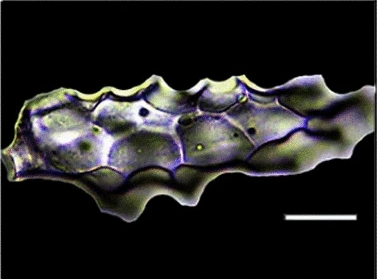
سيليكا نباتية من شجرة Paulownia fargesii.

سيليكا النبات  (يقابلها باللغة الإنجليزية كلمة Phytolith، وهي مشتقة من الإغريقية بمعنى «صخر النبات».) هي بنى مجهرية (مكروئية) صلبة مؤلفة من السيليكا والموجودة في أنسجة بعض النباتات، وهي لا تتفكك مع تحلل النباتات. تتشكل هذه السيليكا النباتية عندما تقوم تلك النباتات بامتصاص السيليكا من التربة، والتي تتوضع جسيماتها بين وخارج الخلايا النباتية.
تقوم السيليكا النباتية بدور حماية للنباتات الحاوية عليها من الأخطار الحيوية المحيطة، مثل الحشرات أو الأمراض الفطرية.